# 1988年夏季残疾人奥林匹克运动会中国代表团
1988年夏季残疾人奥林匹克运动会中国代表团是中国派出的1988年夏季残疾人奥林匹克运动会代表团。获得16枚金牌、17枚银牌和8枚铜牌。